# Prononciation du finnois
Pour un article plus général, voir Finnois.
Ci-dessous se trouve la prononciation du finnois, transcrite en symboles de l'Alphabet phonétique international.

## Consonnes
| Alphabet finnois        | d      | h      | j      | k      | l   | m      |
| ----------------------- | ------ | ------ | ------ | ------ | --- | ------ |
| Alphabet finnois        | [d, t] | [h, ɦ] | [j]    | [k]    | [l] | [m, ɱ] |
| Alphabet finnois        | n      | p      | r      | s      | t   | v      |
| Alphabet finnois        | [n]    | [p]    | [r]    | [s]    | [t] | [ʋ]    |
| Dans les mots étrangers | b      | c      | f      | g      |     |        |
| Dans les mots étrangers | [b, p] | [k, s] | [f, v] | [g, k] |     |        |
| Dans les mots étrangers | q      | w      | x      | z      |     |        |
| Dans les mots étrangers | [k]    | [ʋ]    | [ks]   | [ʦ]    |     |        |

Le graphème ‹ g › n'existe dans les mots finnois qu'en combinaison avec ‹ n › dans le digramme ‹ ng › qui se prononce [ŋ.ŋ] : Helsingissä /helsiŋŋisːæ/ « à Helsinki » (statique).

## Voyelles
| Alphabet finnois        | a    | e   | i   | o   | u   | y   | ä   | ö   |
| ----------------------- | ---- | --- | --- | --- | --- | --- | --- | --- |
| Alphabet finnois        | [ɑ]  | [e] | [i] | [o] | [u] | [y] | [æ] | [ø] |
| Dans les mots étrangers | å    | å   | å   | å   | å   | å   | å   | å   |
| Dans les mots étrangers | [oː] |     |     |     |     |     |     |     |

## Variantes dialectales
- À compléter